# Langer Stein (Flonheim)
Der Lange Stein ist ein ursprünglich aus Flonheim im Landkreis Alzey-Worms in Rheinland-Pfalz stammender Menhir, der heute auf dem Gebiet der Nachbargemeinde Bornheim steht.

## Lage und Beschreibung
Der Menhir stand ursprünglich an einer alten Straße von Armsheim über Lonsheim nach Alzey und markierte dort die Grenze zwischen den Gemarkungen Flonheim und Bornheim. In den 1970er oder 1980er Jahren wurde er um etwa 500 m nach Südwesten an seinen heutigen Standort auf ein Feld nordöstlich von Flonheim und nördlich von Bornheim verrückt und steht somit heute auf Bornheimer Gebiet. Dort lag er einige Zeit, wurde später aber wieder aufgerichtet. Der Lange Stein könnte ursprünglich als Bekrönung für einen heute nicht mehr vorhandenen Grabhügel gedient haben, wie es auch für benachbarte Menhire vermutet wird: So lag nur 500 m nördlich des ursprünglichen Standorts der zerstörte Haugstein, dessen Name sich von „haugr“ („Hügel“) ableiten soll. Gleiches gilt für mehrere erhaltene Menhire wie den 1,5 km nördlich gelegenen Hinkelstein von Armsheim und die beiden 1,8 km nördlich gelegenen Menhire Der Dicke Stein und Spitzer Stein.
Der Lange Stein besteht aus weißem Kalksandstein. Er hat eine Höhe von 150 cm, eine Breite von 80 cm und eine Tiefe von 45 cm. Er ist unregelmäßig säulenförmig und verjüngt sich keilförmig nach oben. Der Stein besitzt einen Fuß mit dreieckigem Querschnitt und läuft in einer schrägen Spitze aus. Etwa auf zwei Drittel seiner Höhe weist er eine natürliche Einschnürung auf, die dem oberen Ende des Steins das Aussehen eines nach oben gereckten Vogelkopfes verleiht.
Im Bearbeitungsgebiet rares Kult- und Grenzmal aus prähistorischer Zeit.